# Molvízar
Molvízar – gmina w Hiszpanii, w prowincji Grenada, w Andaluzji, o powierzchni 21,47 km². W 2014 roku gmina liczyła 2903 mieszkańców.
Znajduje się 12 km od Motril i 70 km od stolicy Granady, bardzo blisko wybrzeża Morza Śródziemnego, które jest oddalone o około 8 km.